# All-in-Wonder
O All-in-Wonder (também abreviado para AIW) era uma combinação de placa gráfica / placa sintonizadora de TV projetada pela ATI Technologies. Foi introduzido em 11 de novembro de 1996. A ATI já havia usado a marca registrada Wonder em outras placas de vídeo (série ATI Wonder), porém elas não eram placas combinadas completas de TV/gráficos (EGA Wonder, VGA Wonder, Graphics Wonder). A ATI também fabricou outras placas voltadas para TV que usam a palavra Wonder (TV Wonder, HDTV Wonder, DV Wonder) e controle remoto (Remote Wonder). A linha All-in-Wonder estreou com a série de chipsets Rage. As placas estavam disponíveis em dois formatos: fabricadas por fabricantes terceirizados (marcadas como "Powered by ATI") e pela própria ATI ("Built by ATI").
Cada uma das placas All-in-Wonder Radeon é baseada em um chipset Radeon com recursos extras incorporados à placa. Os cartões AIW funcionam em velocidades de clock mais baixas (duas exceções são o AIW 9600XT/AIW X800XT mais rápido/mesma velocidade) do que seus equivalentes convencionais para reduzir o calor e o consumo de energia. Em junho de 2008, a AMD reviveu a linha de produtos com um modelo HD.

## Acessórios

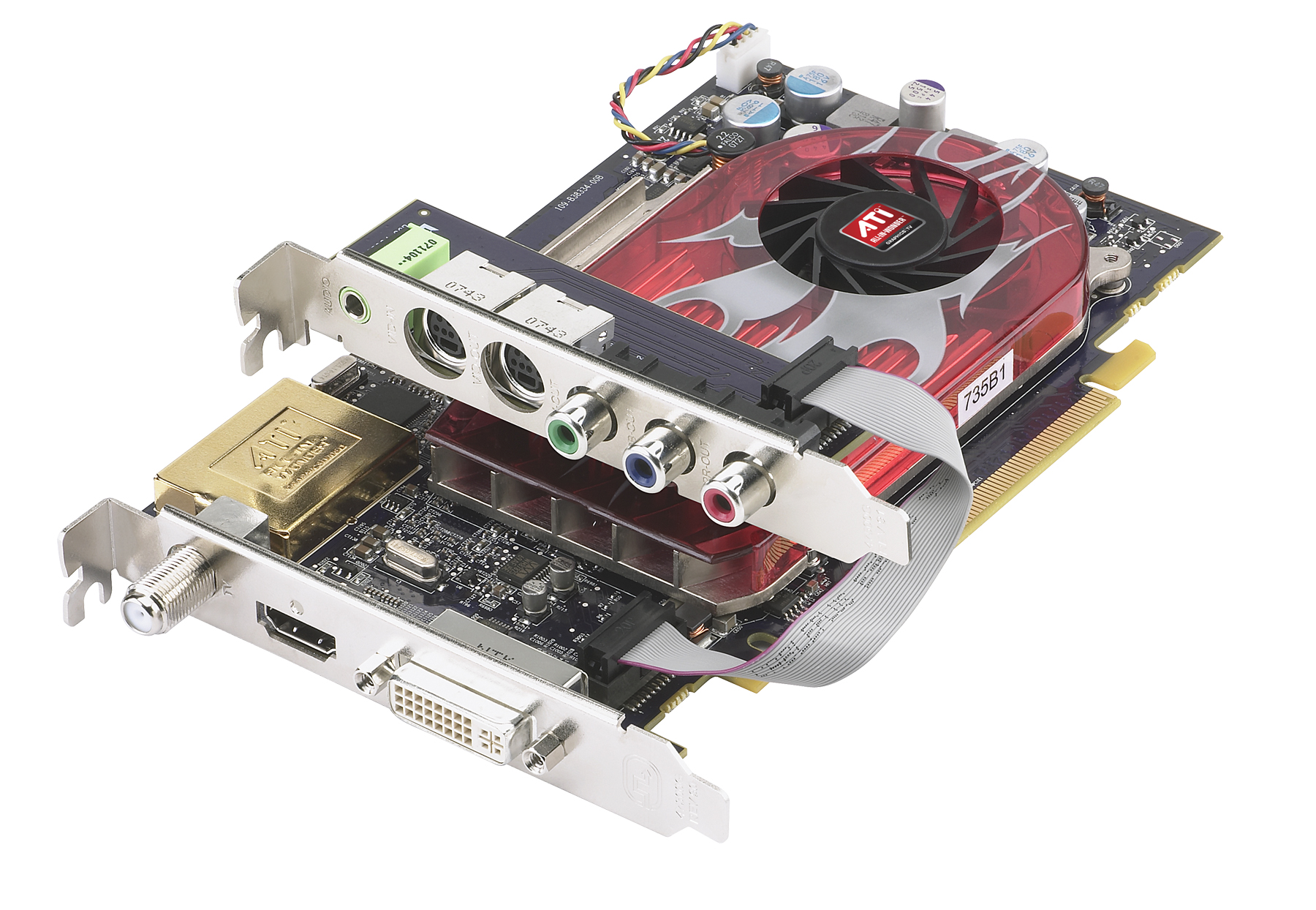
Placa de vídeo HD All-in-Wonder e placa sintonizadora de TV com kit de acessórios

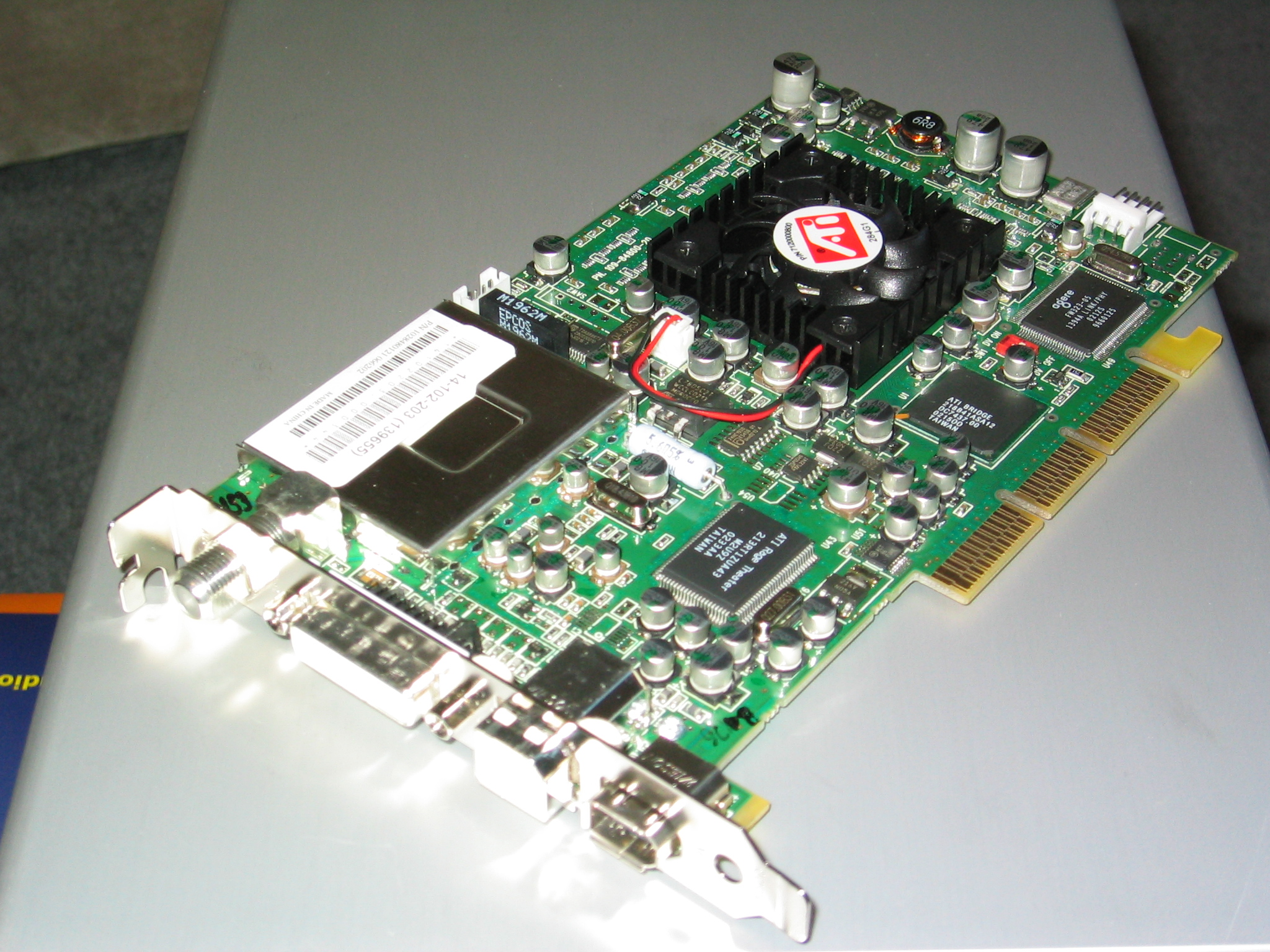
Radeon 8500 DV multifuncional

As placas usam uma variedade de portas especializadas na lateral para fornecer saída para televisores, com a versão de varejo equipada com portas compostas e capacidade de saída para componente. Produtos posteriores também vêm com um controle remoto Remote Wonder e um receptor RF USB para receber sinais de radiofrequência do controle remoto. Algumas variantes do All-in-Wonder também incluíam sintonia de rádio FM. Alguns sintonizadores analógicos vinham com o Electronic Programming Guide Guide Plus+ da Gemstar para listagens de TV, enquanto os sintonizadores digitais usavam o TitanTV.

## Drivers
Os drivers da placa AIW são baseados nos drivers Catalyst da ATI com drivers de fluxo unificado T200 adicionais. Atualmente, os únicos sistemas operacionais que oferecem suporte total à captura de TV com esses cartões são o Microsoft Windows XP, 2000, 98 e 95. Os drivers de vídeo funcionam no Linux e a captura de TV é suportada em algumas placas com o projeto GATOS.

## Lineup
| Nome de varejo                 | Chipset baseado em | Variantes          | Sinal Digital/analógico   | AVIVO | Interface disponível | Data de introdução                                                    |
| ------------------------------ | ------------------ | ------------------ | ------------------------- | ----- | -------------------- | --------------------------------------------------------------------- |
| All-in-Wonder HD               | Radeon HD 3650     | (Somente genérico) | Digital/analógico         | Sim   | PCI Express 2.0      | 26 de junho de 2008                                                   |
| All-in-Wonder X1900            | Radeon X1900       | (Somente genérico) | Digital/analógico         | Sim   | PCI Express          | 24 de janeiro de 2006                                                 |
| All-in-Wonder X1800 XL         | Radeon X1800 XL    |                    | Digital/analógico         | Sim   | PCI Express          | 21 de novembro de 2005                                                |
| All-in-Wonder 2006 PCI Express | Radeon X1300       | (Somente genérico) | Digital/analógico         | Sim   | PCI Express          | 22 de dezembro de 2005                                                |
| All-in-Wonder X800             | Radeon X800        | GT, XL, XT         | Analógico(/digital no GT) | Não   | PCI Express, AGP     | 9 de setembro de 2004 (XT)                                            |
| All-in-Wonder X600 Pro         | Radeon X600 Pro    |                    | Analógico                 | Não   | PCI Express          | 21 de setembro de 2004                                                |
| All-in-Wonder 9800             | Radeon 9800        | SE, Pro            | Analógico                 | Não   | AGP                  | 7 de abril de 2003                                                    |
| All-in-Wonder 9700             | Radeon 9700 Pro    | Regular, Pro       | Analógico                 | Não   | AGP                  | 30 de setembro de 2002 25 de fevereiro de 2003 (Europe, variante Pro) |
| All-in-Wonder 9600             | Radeon 9600        | XT, Pro, Regular   | Analógico                 | Não   | AGP                  | 5 de agosto de 2003 (Pro) 6 de janeiro de 2004 (Regular, XT)          |
| All-in-Wonder 9200             | Radeon 9200        |                    | Analógico                 | Não   | AGP, PCI             | 26 de janeiro de 2004                                                 |
| All-in-Wonder 9000 Pro         | Radeon 9000 Pro    |                    | Analógico                 | Não   | AGP                  | 31 de março de 2003                                                   |
| All-in-Wonder Radeon 8500      | Radeon 8500        | Regular, 128MB, DV | Analógico                 | Não   | AGP                  | 30 de agosto de 2001 (DV)                                             |
| All-in-Wonder Radeon 7500      | Radeon 7500        |                    | Analógico                 | Não   | AGP                  | 22 de janeiro de 2002                                                 |
| All-in-Wonder VE               | Radeon 7000        |                    | Analógico                 | Não   | PCI                  | 2 de dezembro de 2002 25 de fevereiro de 2003 (Europa)                |
| All-in-Wonder Radeon           | Radeon 7200        |                    | Analógico                 | Não   | AGP, PCI             | 31 de julho de 2000                                                   |
| All-in-Wonder 128              | 3D Rage 128        | Regular, Pro       | Analógico                 | Não   | AGP, PCI             | 25 de janeiro de 1999                                                 |
| All-in-Wonder Pro              | 3D Rage Pro        |                    | Analógico                 | Não   | AGP, PCI             | 20 de outubro de 1997                                                 |
| All-in-Wonder                  | 3D Rage II+        | 2MB, 4MB           | Analógico                 | Não   | PCI                  | 11 de novembro de 1996                                                |